# Makten (TV-serie)
Makten (originaltitel: Makta) är en norsk dramaserie som hade premiär i oktober 2023. Serien visas på SVT och SVT Play med start den 10 januari 2024. Serien som är baserad på verkliga händelser är skapad av Johan Fasting, Kristin Grue och Silje Storstein.

## Handling
Serien som är baserad på verkliga händelser kretsar kring 1970- och 1980-talets maktkamp inom det norska Arbeiderpartiet. Den gör inte anspråk på att ge en saklig skildring utan är enligt förtexterna baserad på "sanning, lögn och dåligt minne".

## Rollista (i urval)
| Skådespelare               | Roll                   |
| Kathrine Thorborg Johansen | Gro Harlem Brundtland  |
| Jan Gunnar Røise           | Reiulf Steen           |
| Anders Baasmo              | Odvar Nordli           |
| Trond Espen Seim           | Arvid Engen            |
| Øyvind Brandtzæg           | Bjartmar Gjerde        |
| Nader Khademi              | Einar Førde            |
| Lasse Kolsrud              | Trygve Bratteli        |
| Torbjørn Davidsen          | Tor Aspengren          |
| Thorbjørn Harr             | Kåre Willoch           |
| Erik Hivju                 | Einar Gerhardsen       |
| Andrea Rudland Haave       | Sissel Rønbeck         |
| Olav Waastad               | Ronald Bye             |
| Nils Bendik Kvissel        | Thorbjørn Jagland      |
| Trond Høvik                | Per Kleppe             |
| Mats Eldøen                | Jens Solli             |
| Shana Fevang Mathai        | Eva Bratholm           |
| Manish Sharma              | Ivar Leveraas          |
| Galvan Mehidi              | Ingjald Ørbeck Sørheim |
| Sjur Vatne Brean           | Jens Stoltenberg       |
| Karl Vidar Lende           | Per Vassbotn           |